# Thymus adamovicii
Thymus adamovicii là một loài thực vật có hoa trong họ Hoa môi. Loài này được Velen. miêu tả khoa học đầu tiên năm 1906.